# نذيرو ولد حامد
محمد نذيرو ولد حامد هو طبيب وخبير دولي في الصحة العمومية شغل منصب وزير الصحة الموريتاني بين أغسطس 2019 و‌مايو 2021، وأجرى تعديلات كبيرة على القطاع في فترة وجيزة، وقاد حملة كبيرة وُصفت بالإصلاحية رافقتها هبة شعبية ودعم جماهيري كبير. قبل أن يخرج من الحكومة ويُستبدَل بمدير الصحة العمومية في عهده سيدي ولد الزحاف.
هو دكتور وأخصائي في الصحة العمومية، عمل منسق برامج للأمم المتحدة في في بلاده موريتانيا و‌إفريقيا، كما ترأّس برنامجي الإيدز والملاريا في منظمة الصحة العالمية في إفريقيا، وعمل مديرا للصحة في نهاية التسعينات  بولاية اترارزة، وعمل مستشارا في الوزارة الأولى في عهد حكومة الزين ولد زيدان (حُكم الرئيس سيدي محمد ولد الشيخ عبد الله)، كما أدار مكتب دراسات خاص به في مجال الصحة العمومية في العقد الثاني من الألفية الثالثة.